# Shireen Abu Akleh
Shireen Abu Akleh (in arabo  شيرين أبو عاقلة ‎?) (Gerusalemme, 3 aprile 1971 – Jenin, 11 maggio 2022) è stata una giornalista palestinese naturalizzata statunitense, che ha lavorato dal 1997 per il canale in lingua araba Al Jazeera.
È una degli oltre 20 giornalisti uccisi dalle forze israeliane nei territori palestinesi occupati negli ultimi ventidue anni secondo il Comitato per la protezione dei giornalisti.

## Biografia
Abu Akleh nacque a Gerusalemme nel 1971 da una famiglia araba cristiana melchita originaria di Betlemme. Trascorse del tempo negli Stati Uniti d'America, ottenendo la cittadinanza statunitense attraverso i membri della famiglia di sua madre che vivevano nel New Jersey.
Abu Akleh frequentò la scuola secondaria a Beit Hanina, poi si immatricolò alla Jordan University of Science and Technology per studiare architettura, ma non concluse quegli studi; si trasferì invece alla Yarmouk University in Giordania, dove si laureò in giornalismo. Dopo la laurea, Abu Akleh tornò in Palestina.
L'11 maggio 2022 è stata uccisa a colpi di arma da fuoco durante un raid militare israeliano nel campo profughi di Jenin in Cisgiordania. Giornalista di primo piano nel mondo arabo, durante la sua carriera aveva effettuato numerosi reportage e inchieste sulle tensioni tra palestinesi e israeliani.  Se in un primo momento le autorità israeliane avevano negato la possibilità di un loro coinvolgimento, in un secondo momento hanno aperto la possibilità che a sparare sia stato un militare israeliano, continuando però a sostenere che si tratti di un proiettile proveniente dalla parte araba. La richiesta delle Forze di difesa israeliane di analizzare il proiettile estratto dalla giornalista è sempre stata negata. Ultimamente anche l’FBI americana ha aperto un'indagine per via di una parente americana della giornalista. Un collega della giornalista ha affermato che non c’erano terroristi vicino a loro e che i soldati hanno sparato sia a lui che alla giornalista di proposito. Dall’altra parte, i rappresentanti dell’esercito hanno dichiarato che i giornalisti si muovevano all’interno di un gruppo che sparava verso di loro.
Il 13 maggio, mentre si svolgeva il corteo funebre che trasportava a spalla il feretro della giornalista uccisa, la polizia israeliana, dotata di caschi integrali ed equipaggiamento tattico, aggrediva con calci e manganellate la folla attorno alla bara.
Nel giugno 2022 si è conclusa un'inchiesta dell'ONU che ha concluso che Shireen Abu Akleh è stata uccisa da colpi d'arma da fuoco sparati dalle forze di sicurezza israeliane.
La portavoce dell'Ufficio per i diritti umani delle Nazioni Unite Ravina Shamdasani ha affermato che "È profondamente inquietante che le autorità israeliane non abbiano condotto un'indagine penale". Un portavoce militare israeliano ha risposto che Abu Akleh "non è stata colpita in maniera intenzionale da nessun soldato israeliano".